# Ratti-Urteil
Dem Ratti-Urteil (Rechtssache 148/78) lag ein Vorabentscheidungsersuchen des Pretura Penale di Milano wegen eines Strafverfahrens gegen Tullio Ratti vor.
Ratti war verantwortlicher Leiter für ein Unternehmen, das Lösungsmittel und Lacke herstellte. Entsprechend der Richtlinie 73/173/EWG sowie 77/728/EWG waren die Mitgliedsstaaten der Europäischen Wirtschaftsgemeinschaft verpflichtet worden, innerhalb der Umsetzungsfrist bestimmte Kennzeichnungspflichten unter anderem auch für die Stoffe, die vom betroffenen Unternehmen hergestellt wurden, einzuführen bzw. entsprechend der Richtlinie zu fassen. Die italienischen Regelungen waren umfangreicher, jedoch hielt sich das Unternehmen, für das Ratti verantwortlich war, an die Vorgaben der beiden europäischen Richtlinien. Daraufhin wurde ein Strafverfahren gegen Ratti eingeleitet, weil er sich nicht an die italienischen Regelungen gehalten hatte.

## Vorabentscheidungsersuchen
Dem Gerichtshof wurden danach verkürzt folgende Fragen vorgelegt:
- Wirken die Bestimmungen der EWG-Richtlinie unmittelbar, indem sie dem Betroffenen subjektive Rechte verleihen?
- Ist der von der Richtlinienumsetzung betroffene Mitgliedsstaat berechtigt, ausführlichere, d. h. detailliertere oder jedenfalls andere Regelungen zu erlassen?
- War die vom italienischen Gesetz geforderte mengenmäßige Prozentangabe von Toluol, Benzol und Xylol mit der Richtlinie unvereinbar?
- Ist die Warenverkehrsfreiheit durch den Schutz der körperlichen Unversehrtheit der Verbraucher zu beschränken?
- Wirkt die Richtlinie (hier: 77/728/EWG)[2] unmittelbar noch vor Ablauf der Umsetzungsfrist, wenn dann schon der Betroffene den Regelungen entsprochen hat?

## Entscheidung des EuGH
Der Gerichtshof hat die fünf aufgeworfenen Fragen zusammengefasst, dass mit Ablauf der Umsetzungsfrist für eine Richtlinie der Personen ein subjektives Recht zukommt, das die Anwendung entgegenstehenden innerstaatlichen Rechts hindert. Vor Ablauf der Umsetzungsfrist kann ein solches Recht allerdings nicht geltend gemacht werden.
Die Richtlinie 73/173/EWG erlaubt keine zum Nachteil des Herstellers abweichende Regelungen des nationalen Gesetzgebers zur Kennzeichnung von Lösemitteln. Gegen die Umsetzung einer Harmonisierungsmaßnahme, die dem Schutz von körperlicher Unversehrtheit und Gesundheit der Verbraucher dient, können die Mitgliedsstaaten keine Einwendungen in Form nationaler Einschränkungen erheben, die ihrerseits mit dem Schutz der Verbraucher gerechtfertigt werden.

## Auswirkungen
Die Fortgeltung der Grundsätze über die unmittelbare Wirkung von Richtlinien erst nach Fristablauf für den Marktbürger gilt weiter für Art. 288 AEUV.